# Pachycephalopsis
A Pachycephalopsis  a madarak osztályának verébalakúak (Passeriformes) rendjébe és a cinegelégykapó-félék (Petroicidae) családjába tartozó nem.

## Rendszerezésük
A nemet Tommaso Salvadori olasz ornitológus írta le 1879-ben, az alábbi 2 faj tartozik ide:
- Pachycephalopsis hattamensis
- Pachycephalopsis poliosoma

## Előfordulásuk
Új-Guinea szigetén, Indonézia és Pápua Új-Guinea területén honosak. Természetes élőhelyeik a szubtrópusi vagy trópusi síkvidéki és hegyi esőerdők. Állandó, nem vonuló fajok.

## Megjelenésük
Átlagos testhosszuk 15-16,5 centiméter közötti.

## Életmódjuk
Rovarokkal táplálkoznak.